# Berserk (manga)
Berserk (ベルセルク?, Beruseruku) è un manga scritto e disegnato da Kentarō Miura. Le vicende si incentrano su Gatsu, un antieroico guerriero solitario costretto a vagare senza sosta per sopravvivere e trovare vendetta. La storia, inizialmente dell'orrore ma via via arricchita di elementi del genere fantasy, esplora gli anfratti più profondi della natura umana. Le tematiche principali sono l'illusorietà del libero arbitrio, l'oscuro e necessario potere della violenza, il destino dell'uomo, l'onnipresenza del male. Tanto l'anime quanto il manga sono noti per la loro cruda violenza.
Il manga è serializzato in Giappone da Hakusensha nella collana Young Animal dal 1989. In seguito alla morte dell'autore, nel maggio 2021, la serie viene portata avanti da Kōji Mori e dagli assistenti di Miura a partire dal 24 giugno 2022. L'edizione italiana è pubblicata dalla Panini Comics: la prima edizione risale all'agosto 1996 ed in seguito sono state edite diverse ristampe che portano il nome di Berserk Collection, Maximum Berserk, Berserk Collection Serie nera e Berserk Deluxe.
Il successo del manga ha portato alla realizzazione, nel 1997, di una prima serie televisiva anime, di una trilogia di film tra il 2012 e il 2013, il cui progetto si intitola Berserk - L'epoca d'oro, e di una seconda serie televisiva nel 2016, seguita da una seconda stagione nel 2017, oltre a diversi videogiochi. Tuttavia, gli adattamenti si discostano sensibilmente dall'opera originale saltando intere sezioni della storia, personaggi principali e secondari o riflessioni dei protagonisti. Questi tagli rendono meno comprensibile ed approfondita la loro caratterizzazione, lasciando solo abbozzati i temi della narrazione. È considerato uno dei migliori manga della storia, nonché uno dei più influenti.

## Trama
In una sorta di Medioevo alternativo, Gatsu è un formidabile guerriero mercenario che nella vita non ha conosciuto altro che guerra e violenza. Nato dal cadavere di una donna impiccata, all'età di due anni Gatsu perde a causa della peste anche la madre adottiva, venendo quindi allevato nella compagnia di ventura del padre adottivo, Gambino, dove impara fin dalla tenera età a combattere per sopravvivere. Gambino è tuttavia un padre distaccato e violento: in un raptus di rabbia tenta di uccidere Gatsu, che, nel tentativo di difendersi, trafigge a morte il padre, vedendosi quindi costretto a lasciare la compagnia. Combattendo spietatamente sui più svariati campi di battaglia, Gatsu attira l'attenzione del carismatico leader della Squadra dei Falchi, Grifis, il quale lo sconfigge a duello e lo costringe a entrare a far parte della sua compagnia di mercenari. Nel periodo che segue, Gatsu sviluppa una profonda ammirazione per Grifis, sperimenta per la prima volta affetto e amicizia per i suoi nuovi commilitoni e si innamora di Caska, braccio destro del leader.
La Squadra dei Falchi viene arruolata dal regno delle Midlands, in lotta contro la vicina Tudor nella guerra dei cent'anni, e riesce a guadagnare rapidamente vittorie e fama grazie all'intelligenza tattica di Grifis, che sogna di fondare un proprio regno, e all'abilità in combattimento di Gatsu. Al termine del vittorioso conflitto, sentendosi sempre più imprigionato all'ombra del leader, Gatsu decide di lasciare la squadra in cerca della propria identità. L'abbandono, tuttavia, devasta emotivamente Grifis: il leader dei Falchi disintegra ogni possibilità di scalata sociale costringendo ad un rapporto la giovane principessa Charlotte e, una volta scoperto, venendo imprigionato e sottoposto ad atroci torture per un anno intero. Gatsu apprende della sorte dell'amico e decide di riunire i rimanenti membri della Squadra dei Falchi, ormai allo sbando, per liberarlo; quando il gruppo finalmente trova Grifis, egli è barbaramente mutilato e irrimediabilmente distrutto nello spirito.
In preda alla disperazione per le proprie condizioni, Grifis tenta il suicidio, attivando involontariamente un artefatto in suo possesso, il bejelit; di conseguenza, la Squadra dei Falchi viene trasportata in un piano astrale in cui dimorano gli arcidemoni della Mano di Dio. Incoraggiato da queste creature, Grifis sacrifica le vite dei suoi soldati agli Apostoli, potenti creature demoniache, in un banchetto di morte chiamato Eclisse, per poter in cambio rinascere come Phempt, quinto membro della Mano di Dio, e poter continuare ad inseguire il proprio sogno. Grazie all'intervento del Cavaliere del Teschio, Gatsu e Caska riescono a sfuggire alla carneficina, pagando però un prezzo carissimo: Gatsu ha perso un occhio e un braccio nei combattimenti, Caska è in preda alla follia a causa della violenza sessuale subita da Phemt nel corso dell'Eclissi, ed entrambi vengono marchiati con un simbolo che li identifica come sacrifici umani, attirando ogni notte creature soprannaturali che li tormentano.
Gatsu inizialmente dà la caccia agli Apostoli, giurando vendetta contro Phemt e la Mano di Dio, ma è costretto ad interrompere i suoi propositi per salvare Caska, che rischia di essere messa al rogo come strega nella città di Sant'Albione, e per condurla sana e salva nel regno degli elfi di Elfhelm, dove c'è la possibilità che riacquisti la ragione. Nel corso del suo viaggio incontra l'elfo Pak, i membri dell'ordine cavalleresco della Santa Catena Ferrea Farnese e Serpico, il giovane Isidoro e la strega Shilke, accompagnata dall'elfa Ibarella, che decidono di aiutarlo nella sua missione.
Nel frattempo, Grifis rinasce nella sua forma fisica e, grazie al supporto di numerosi Apostoli a lui fedeli, crea una nuova Squadra dei Falchi per combattere l'esercito dell'Impero Kushan, che ha invaso le Midlands. Lo scontro finale tra Grifis e l'imperatore Ganishuka, un apostolo ribelle, porta alla trasformazione del mondo e al sovrapporsi della dimensione astrale con quella reale; di conseguenza, numerose creature magiche incominciano ad invadere il mondo. Dopo la vittoria, Grifis si fidanza ufficialmente con la principessa Charlotte e riceve la benedizione del Papa e l'acclamazione del popolo, che lo considerano l'incarnazione del Falco di Luce che avrebbe salvato il mondo. Il leader dei Falchi, di fatto nuovo sovrano delle Midlands, riesce a realizzare il suo sogno e costruisce una nuova capitale, Falconia, trasformandola in un candido regno utopico dove gli umani vivono in prosperità al riparo dai mostri.
Nel frattempo, Gatsu e i suoi compagni si ricongiungono a Caska e riescono dopo molte peregrinazioni a raggiungere l’Isola degli Elfi dove quest’ultima, grazie ad un rito magico compiuto da Shilke e Farnese, riacquista finalmente il senno. La felicità di Gatsu è tale da indurre in lui il pensiero di abbandonare i propositi di guerra e di vendetta contro Grifis e, con essi, la sua Ammazzadraghi. Si tratta però di una gioia effimera. Grifis e la nuova squadra dei Falchi giunge sull’isola e rapisce Caska, rendendo vano ogni sforzo di Gatsu di salvare l’amata e lasciando questi profondamente distrutto. L’arrivo del quinto Angelo genera un cataclisma in cui tutte le creature magiche, tra cui gli elfi e le sirene con cui il gruppo aveva legato durante la permanenza, scompaiono, polverizzandosi.

## Personaggi

### Differenze dei nomi dei personaggi
Molte delle differenze tra i nomi originali e dell'edizioni italiane di manga e anime (serie TV e film) sono dovuti al fatto che gli ideogrammi giapponesi si possono traslitterare in caratteri occidentali in più modi soprattutto quando si tratta di termini non giapponesi, tuttavia, quelle usate nelle trasposizioni animate corrispondono decisamente di più a quelle corrette nonché ufficiali, rispetto agli adattamenti liberi usati nel manga.
| Nome originale | Nome originale traslitterato | Adattamento italiano del manga | Adattamento italiano della serie animata | Adattamento italiano dei film e dei videogiochi |
| -------------- | ---------------------------- | ------------------------------ | ---------------------------------------- | ----------------------------------------------- |
| ガッツ         | Gattsu                       | Gatsu                          | Gatz                                     | Guts                                            |
| グリフィス     | Gurifisu                     | Grifis                         | Griffith                                 | Griffith                                        |
| キャスカ       | Kyasuka                      | Caska                          | Caska                                    | Casca                                           |
| パック         | Pakku                        | Pak                            |                                          | Puck                                            |
| ジュドー       | Judō                         | Judo                           | Judeau                                   | Judeau                                          |
| ピピン         | Pipin                        | Pipin                          | Pipen                                    | Pippin                                          |
| コルカス       | Korukasu                     | Kolcas                         | Corkus                                   | Corkus                                          |
| リッケルト     | Rikkeruto                    | Rickert                        | Rickert                                  | Rickert                                         |

## Oggetti

### Bejelit
Il Bejelit (Behelit nella versione inglese e nell'edizione italiana della serie animata) è un ciondolo magico, nonché un essere sovrannaturale, che ha il potere di evocare la Mano di Dio. Ha le fattezze di un uovo rosso, sulla cui superficie spuntano due occhi, un naso e una bocca, disposti caoticamente come in un quadro cubista. Nella storia si fa riferimento a lui come ad un vero e proprio essere vivente, simile ad una conchiglia, tant'è vero che, nonostante abbia la consistenza della pietra, in più di un'occasione sembra che muova un occhio a fissare uno dei protagonisti. Pak avendo fatto una propria casa nella borsa di Gatsu, usa il Bejelit come cuscino, dandogli a volte da mangiare il formaggio, affermando che ne è ghiotto.
In particolari condizioni, che contemplano sia aspetti oggettivi come il verificarsi di particolari fenomeni astronomici, sia aspetti soggettivi inerenti allo stato psicologico del possessore, è possibile richiamarne il potere di evocare i cinque arcidemoni che compongono la Mano di Dio. Sembra comunque che i Bejelit tendano ad entrare in possesso delle persone che in seguito li useranno; per questo motivo chi non è destinato ad utilizzare un Bejelit, per quanto stretto lo tenga a sé, finirà per perderlo, mentre chi ne sfrutterà il potere non avrà modo di disfarsene.
Solitamente è di colore verde acqua e conferisce a chi lo possiede la facoltà di diventare un apostolo della Mano di Dio, ossia un loro emissario sulla terra. Gli apostoli sono pressoché immortali, tuttavia non sono invulnerabili e morendo finiscono aspirati dal vortice infernale. Ne esiste tuttavia uno speciale, il leggendario "Bejelit scarlatto" di cui è entrato in possesso Grifis, che dà la facoltà di diventare membro integrante della stessa Mano di Dio, luogotenenti (come affermato dal loro capo Boid) dell'unico vero Dio non creato dagli uomini.
Il Cavaliere del Teschio è alla ricerca dei Bejelit, come è possibile vedere nella cerimonia di reincarnazione di Grifis, durante la quale questo personaggio mangia uno di questi oggetti. In seguito viene mostrato il perché di questa ricerca: ingoiando la lama della sua spada (o almeno pare che venga ingoiata) egli le conferisce il potere di aprire un varco tra gli strati della coscienza, dominio del Dio degli Abissi e dei suoi cinque luogotenenti. La spada si ricopre della carne dei Bejelit, compresi nasi, bocche e occhi, pur mantenendo la sua forma.
L’adattamento corretto del nome Bejelit è molto probabilmente Beherit, parola in siriaco che significa Satana.

### Armatura del Berserker
L'armatura del Berserker è una corazza magica creata dai nani, in apparenza un'armatura nera che copre quasi tutto il corpo. Questo artefatto ha la capacità di sbloccare totalmente i limiti imposti del corpo umano, inibendo totalmente la paura, il dolore e la fatica subiti dall'utilizzatore.
Inoltre possiede la capacità di "riparare" le ossa rotte infilzandole con degli spuntoni di ferro provenienti dall'armatura stessa, e nonostante l'indossatore non senta il dolore di tale processo, rischia in ogni caso di morire dissanguato se le fratture aumentano. In ogni caso, l'utilizzatore dell'armatura berserker continuerà a combattere fino a quando anche l'ultima goccia di sangue non è uscita dal corpo e l'ultimo osso non è completamente rotto.
Quando indossata, l'armatura emana una forte influenza negativa sull'indossatore, portandolo a combattere in modo quasi autodistruttivo, spinto quasi come una bestia assetata di sangue, offuscandone la capacità di distinguere amici e nemici e rendendolo insensibile alla ferite che subisce, ma è possibile mitigare questa influenza attraverso la magia, come fa Shilke con Gatsu.
L'armatura muta aspetto a seconda dell'utilizzatore, rivelandone la "vera forma". Per esempio, nel caso di Gatsu l'elmo assume una forma simile a quella di un lupo mostruoso, lo stesso che appare nei suoi sogni, mentre quando l'armatura viene presentata, l'elmo ha una forma simile ad un cranio umano, ciò perché il Cavaliere del teschio era il precedente possessore dell'armatura.
Con il proseguire degli eventi della storia, si scopre infine che l'armatura è una sorta di guscio che permette alla parte oscura di un individuo di emergere completamente. In questo caso con Gatsu, il mostro oscuro che alberga in lui è di un mostruoso lupo demoniaco, che col progredire del tempo si fa sempre più forte, riuscendo ad impedire a Shilke di controllarlo.

### Ammazzadraghi
Il famoso spadone (Dragon Slayer) che usa Gatsu per uccidere gli Apostoli. Le sue imponenti dimensioni la rendono sia un'arma che uno scudo allo stesso tempo. Molti che hanno visto Gatsu usarla ritengono che una simile arma sia impossibile da usare per un comune essere umano. Gatsu infatti è stato capace di brandirla con una mano sola per i continui estenuanti allenamenti fatti nel corso della propria vita. Col proseguire della storia la spada acquisisce infine capacità sovrannaturali per essere stata costantemente bagnata nel sangue di esseri non umani. La streghetta Shilke nel vederla nota un'aura oscura avvolgerla, e il Cavaliere del Teschio afferma che la spada è imbevuta del rancore e della rabbia dei morti. Infatti, dopo aver massacrato centinaia e centinaia di demoni, la spada esiste anche sul piano astrale, e quindi è potenzialmente in grado di ferire ogni essere non terreno. La spada fu forgiata tempo addietro dal famoso fabbro Godor, su richiesta di un re, che pretendeva un'arma che fosse in grado di uccidere un Drago. Nonostante il pesante compito, Godor riuscì nell'impresa, ma di seguito la spada venne dimenticata in un angolo della forgia, in quanto impossibile non solo da usare ma anche da sollevare. Gatsu dopo essere sopravvissuto all'Eclissi venne successivamente attaccato da un Apostolo che fiutò il suo marchio. Trovando la spada se ne servì infine per ucciderlo.
Con una lunghezza di più di due metri, Ammazzadraghi può tagliare senza alcuno sforzo qualsiasi uomo o cavallo, non importa quanto corazzato. Perfino i demoni e gli Apostoli possono venire facilmente uccisi da un fendente di questa spada titanica. Inoltre si è dimostrata in grado di distruggere persino colonne portanti. Virtualmente pare non esistere nulla che non possa essere distrutto da quest'arma.

### Bejelit Artificiale
È un gigantesco Bejelit creato fondendo insieme svariati Apostoli. L'imperatore Ganishuka, riuscì a catturare alcuni Apostoli, e con l'aiuto dell'alchimia e della magia nera dei suoi stregoni li fuse insieme tenendoli in vita collegandoli a dei tubi. L'imperatore se ne serve principalmente per creare le sue truppe demoniache immergendovi un individuo. Il Bejelit artificiale che è collegato nella zona più profonda del mondo degli spiriti contamina col male il malcapitato rendendolo un mostro demoniaco privo di ogni umanità. Vi vengono principalmente immerse donne incinte il cui bambino nel grembo viene contaminato tramutandosi in un orco sanguinario che va ad infoltire le truppe demoniache. L'imperatore Ganishuka, comprendendo di quanto Grifis gli sia superiore, si serve infine del Bejelit artificiale per superare la sua condizione di Apostolo, rinascendo per una seconda volta diventando un gigantesco demone tentacolato munito di molte facce sputafuoco.

## Influenze
Per stessa ammissione dell'autore, film come L'amore e il sangue di Paul Verhoeven, Ladyhawke di Richard Donner e Hellraiser di Clive Barker oltre alla saga di romanzi giapponese Guin Saga sono stati essenziali per ricreare la sua cupa e drammatica visione di un Medioevo realistico permeato di elementi fantasy. Va anche notato che le similitudini tra Gatsu e Ash, il protagonista della serie La casa (Evil Dead), sono del tutto casuali, in quanto Miura non aveva ancora visionato, all'epoca della realizzazione del primo tankōbon, le pellicole di Sam Raimi.
Per quanto riguarda il suo stile grafico, Miura utilizza come suo punto di riferimento il maestro Gō Nagai, ricreando lo stesso tratto nevrotico, cercando addirittura di renderlo più energico ed elegante. Negli ultimi capitoli usciti in Giappone, Miura ha anche riprodotto alcuni spezzoni dell'inferno dei quadri del pittore olandese Hieronymus Bosch.

## Media

### Manga

#### Berserk - The Prototype
Il primo lavoro di Miura su quello che sarebbe diventato Berserk risale al 1988 ed è un one-shot di 48 pagine intitolato Berserk - The Prototype. Già da questo prototipo, traspare l'interesse di Miura per la mitologia induista, che sarà presente anche nel manga serializzato. Il capitolo tratta le vicende di Gatsu, un antesignano del protagonista di Berserk. In un villaggio sperduto tra le montagne, un uomo salva una giovane ragazza di nome Frika da alcuni assalitori e accetta di riportarla a casa in cambio di cibo. I compaesani della ragazza gli chiedono di uccidere il malvagio Vlad l'impalatore, granduca del loro Paese, impazzito dopo la fine della guerra, ma Gatsu rifiuta. Tuttavia Gatsu si accorge che Frika viene condotta al castello di Vlad e decide di seguirla per salvarla. Giunto a confrontarsi con Vlad, Gatsu scopre la natura non umana del suo avversario, ma lo sconfigge comunque. Sul punto di morte, Vlad osserva che sul petto di Gatsu è impresso il marchio dei sacrificati a Varna, il Dio supremo dell'Oscurità. Infine Gatsu riaccompagna a casa Frika e riprende il suo viaggio per vendicare la madre morta.
L'opera venne scritta dall'autore per il concorso della Scuola di Manga Comi della casa editrice Hakusensha. Soddisfatti del prodotto, gli editori gli proposero di serializzare la sua opera in quella che divenne la serie Berserk. Il capitolo autoconclusivo è stato in seguito pubblicato come bonus nel volume 14 della serie e associato all'arco narrativo dei Capitoli della condanna.

#### Berserk

Copertina italiana del primo numero dell'edizione Berserk Collection

Scritto e illustrato da Kentarō Miura, Berserk ha debuttato il 25 agosto 1989 sulle pagine della rivista seinen Monthly Animal House, che ha cambiato denominazione in Young Animal dal 1992. Fino al 2006 i nuovi capitoli sono stati pubblicati a cadenza bimensile ogni secondo e quarto venerdì del mese. In seguito la pubblicazione si è fatta irregolare, con frequenti pause e interruzioni da parte di Miura. A luglio 2015 la serie è ripresa a cadenza mensile, salvo incappare in nuove interruzioni, l'ultima delle quali nella seconda metà del 2017. I capitoli sono periodicamente raccolti in volumi tankōbon editi da Hakusensha sotto l'etichetta Jet Comics. Essi sono pubblicati dal 26 novembre 1990 inizialmente a cadenza semestrale e successivamente in modo irregolare.
Il 6 maggio 2021 Miura è deceduto, lasciando il manga incompiuto e il futuro dell'opera incerto. Il 7 giugno 2022 la redazione di Young Animal ha annunciato la prosecuzione del manga col numero 23 in uscita il 24 giugno 2022. Il lavoro è supervisionato dal mangaka Kōji Mori, amico di Miura a cui l'autore aveva rivelato a grandi linee lo svolgimento e la conclusione della storia che aveva in mente, e dal precedente curatore della serie, ed è disegnato dallo Studio Gaga, un collettivo formato dagli aiutanti di Miura.
Il manga è stato tradotto ed esportato in vari Paesi nel mondo. È pubblicato in Francia e nei Paesi Bassi da Glénat; in Brasile, Germania, Messico e Spagna da Panini Comics; in Nord America da Dark Horse Comics; in Corea del Sud da Daiwon; e a Taiwan da Tong Li Publishing.
In Italia Berserk è pubblicato dall'etichetta Planet Manga di Panini Comics a partire da agosto 1996 in volumetti corrispondenti a metà degli originali giapponesi. Secondo una pratica diffusa all'epoca della pubblicazione, l'editore ha ribaltato le tavole per rendere il fumetto leggibile da sinistra a destra, facendo sì che nell'edizione italiana ogni cosa risulti specchiata rispetto all'originale: Gatsu perde così il braccio destro e l'occhio sinistro, costringendo tra le altre cose a modificare il titolo del capitolo 87 右目の残照?, Migime no zanshō, lett. "L'immagine persistente dell'occhio destro" in L'immagine persistente dell'occhio sinistro. Le ristampe Berserk Collection e Serie nera mantengono il formato specchiato, mentre l'edizione Maximum Berserk e Deluxe preservano il senso di lettura originale in volumi che comprendono rispettivamente un tankōbon e mezzo e tre tankōbon.

### Anime

#### Prima serie televisiva

Gatsu nella sigla dell'anime

Una serie televisiva anime, intitolata Berserk (剣風伝説ベルセルク?, Kenfū denki Beruseruku) e composta da 25 episodi di 25 minuti, è stata trasmessa in Giappone dalla Nippon Television dal 7 ottobre 1997 al 31 marzo 1998. La produzione è della VAP, con animazioni della Oriental Light and Magic; la regia è di Naohiko Takahashi, il character design di Yoshihiko Umakoshi e le musiche di Susumu Hirasawa. La sigla di apertura utilizzata è Tell me Why, dei Penpals e la sigla di chiusura Waiting so long dei Silver Fins.
La serie televisiva ripercorre gli archi narrativi del Guerriero Nero e de L'età dell'oro fino all'Eclissi, ma si differenzia dal manga in numerosi particolari: la rimozione di alcune scene, come l'infanzia di Gatsu o le sequenze più violente e brutali, e l'assenza di alcuni personaggi, come l'elfo Pak o il Cavaliere del Teschio. Le tematiche di amicizia e ambizione sono inoltre più sviluppate rispetto agli aspetti soprannaturali e del fato.
L'edizione italiana dell'anime è stata curata da Yamato Video, che ne ha affidato il doppiaggio alla Merak Film. La serie è stata trasmessa su Italia 1 in fascia notturna, ogni venerdì oltre la mezzanotte, dal 2 novembre 2001 al 23 maggio 2002 e in seguito è stata raccolta in 13 videocassette e poi in cinque DVD da Yamato Video. I nomi ufficiali inglesi sono stati utilizzati al posto delle loro traslitterazione italiane, generando delle differenze rispetto all'edizione Panini Comics del manga, ad esempio ガッツ?, Gattsu (Gatsu) diventa Guts, mentre グリフィス?, Gurifisu (Grifis) diventa Griffith, considerando ス?, su come la trascrizione giapponese del gruppo th.
| Nº | Titolo italiano Giapponese 「Kanji」 - Rōmaji             | In onda          | In onda          |
| Nº | Titolo italiano Giapponese 「Kanji」 - Rōmaji             | Giapponese       | Italiano         |
| 1  | Il cavaliere delle tenebre 「黒い戦士」 - Kuroi senshi    | 7 ottobre 1997   | 3 novembre 2001  |
| 2  | L'armata dei Falchi 「鷹の団」 - Taka no dan              | 14 ottobre 1997  | 10 novembre 2001 |
| 3  | Il primo attacco 「初陣」 - Uijin                         | 21 ottobre 1997  | 17 novembre 2001 |
| 4  | Una ferita del passato 「神の手」 - Kami no te            | 28 ottobre 1997  | 24 novembre 2001 |
| 5  | La tattica vincente 「剣風」 - Kenpū                      | 4 novembre 1997  | 1º dicembre 2001 |
| 6  | Zod l'invincibile 「不死のゾッド」 - Fushi no Zoddo       | 11 novembre 1997 | 8 dicembre 2001  |
| 7  | Una breve pausa 「剣の主」 - Ken no aruji                 | 18 novembre 1997 | 15 dicembre 2001 |
| 8  | Il complotto 「陰謀」 - Inbō                              | 25 novembre 1997 | 22 dicembre 2001 |
| 9  | L'attentato 「暗殺」 - Ansatsu                            | 2 dicembre 1997  | 5 gennaio 2002   |
| 10 | Il valore dell'amicizia 「貴きもの」 - Tōtoki mono        | 9 dicembre 1997  | 12 gennaio 2002  |
| 11 | La battaglia 「合戦」 - Kassen                            | 16 dicembre 1997 | 19 gennaio 2002  |
| 12 | Il tormento di Caska 「ふたり」 - Futari                  | 23 dicembre 1997 | 26 gennaio 2002  |
| 13 | Agguato nella foresta 「決死行」 - Kesshikō               | 6 gennaio 1998   | 2 febbraio 2002  |
| 14 | La confessione di Gaz 「夢のかがり火」 - Yume no kagaribi | 13 gennaio 1998  | 9 febbraio 2002  |
| 15 | La battaglia decisiva 「決戦」 - Kessen                   | 20 gennaio 1998  | 16 febbraio 2002 |
| 16 | La vittoria 「勝利者」 - Shōri sha                        | 27 gennaio 1998  | 23 febbraio 2002 |
| 17 | Momento di gloria 「栄光の瞬間」 - Eikō no shunkan        | 3 febbraio 1998  | 2 marzo 2002     |
| 18 | La messinscena 「炎の墓標」 - Honoo no bohyō              | 10 febbraio 1998 | 9 marzo 2002     |
| 19 | La partenza 「別れ」 - Wakare                             | 17 febbraio 1998 | 16 marzo 2002    |
| 20 | Il ricongiungimento 「火花」 - Hibana                     | 24 febbraio 1998 | 23 marzo 2002    |
| 21 | La confessione 「告白」 - Kokuhaku                        | 3 marzo 1998     | 6 aprile 2002    |
| 22 | La liberazione di Griffith 「潜入」 - Sennyū              | 10 marzo 1998    | 4 maggio 2002    |
| 23 | L'eclissi 「前夜祭」 - Zenyasai                           | 17 marzo 1998    | 17 maggio 2002   |
| 24 | Il sacrificio 「日食」 - Nisshoku                         | 24 marzo 1998    | 19 maggio 2002   |
| 25 | L'ora decisiva 「永遠の刻」 - Eien no toki                | 31 marzo 1998    | 24 maggio 2002   |

#### Trilogia cinematografica
Con l'uscita del volume 35 è stata annunciata la produzione di un nuovo anime, consistente in una serie di tre film, realizzati da Studio 4°C in CGI e motion capture, per la regia di Toshiyuki Kubooka.
Il primo lungometraggio è uscito nelle sale giapponesi il 4 febbraio 2012 con il titolo Berserk: L'epoca d'oro - Capitolo I: L'uovo del Re dominatore (ベルセルク 黄金時代篇Ⅰ 覇王の卵?, Beruseruku Ōgon jidai-hen I Haō no tamago) come il primo di una trilogia che adatta l'arco de L'età dell'oro. Il secondo, Berserk: L'epoca d'oro - Capitolo II: La conquista di Doldrey (ベルセルク 黄金時代篇Ⅱ ドルドレイ攻略?, Beruseruku Ōgon jidai-hen II Dorudorei kōryaku), è uscito il 23 giugno nelle sale cinematografiche giapponesi, ed è incentrato sullo scontro tra le Midlands e Tuder. L'ultimo film della trilogia, Berserk: L'epoca d'oro - Capitolo III: L'avvento (ベルセルク 黄金時代篇III 降臨?, Beruseruku Ōgon jidai-hen III Kōrin), è uscito il 1º febbraio 2013 in Giappone. Questo capitolo mostra la liberazione di Grifis dalle segrete, in cui era stato rinchiuso dopo essere stato accusato dal re di tradimento per averlo sorpreso con la principessa, fino alla fine dell'Eclissi e l'inizio del viaggio di Gatsu per trovare la sua vendetta.
Tutti i tre film sono stati distribuiti dalla Warner Bros. e pubblicati in italiano in DVD e Blu-ray da Yamato Video.

#### Seconda serie televisiva

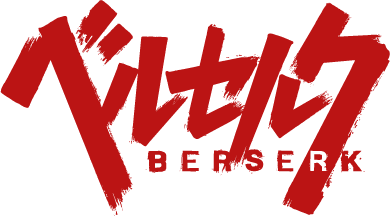
Logo della serie

Una nuova serie televisiva anime è stata annunciata su Young Animal il 22 dicembre 2015. Intitolata semplicemente Berserk, è stata realizzata dagli studi Liden Films, Gemba e Millepensee, per la regia di Shin Itakagi e la supervisione dello stesso Kentarō Miura. Rispetto alla prima serie televisiva e ai tre film, con i quali condivide solo le musiche di Shirō Sagisu e il cast dei doppiatori giapponesi, la serie è stata realizzata quasi interamente in animazione digitale.
La storia riprende da dove si erano fermate la prima serie TV e i tre film, quindi con l'intento di mostrare per la prima volta in animazione tutte le vicende che vanno oltre l'Eclissi. Una prima stagione di 12 episodi, che ha adattato l'arco del Guerriero Nero e i capitoli della condanna, è andata in onda su WOWOW dal 1º luglio 2016. Una seconda stagione di 12 episodi, adattamento della prima parte dei capitoli del falco del regno millenario, è andata in onda dal 7 aprile 2017. Entrambe sono state trasmesse in simulcast su Crunchyroll sottotitolate in diverse lingue tra cui l'italiano.
| Nº   | Titolo italiano Giapponese 「Kanji」 - Rōmaji                                                                        | In onda           | In onda           |
| Nº   | Titolo italiano Giapponese 「Kanji」 - Rōmaji                                                                        | Giapponese        | Italiano          |
| 1    | La spada Ammazzadraghi 「竜殺しの大剣」 - Ryūkoroshi no taiken                                                       | 1º luglio 2016    | 1º luglio 2016    |
| 2    | I cavalieri della Sacra Catena Ferrea 「聖鉄鎖騎士団」 - Seitessa Kishidan                                           | 8 luglio 2016     | 8 luglio 2016     |
| 3    | La notte dei miracoli 「奇跡の夜」 - Kiseki no yoru                                                                  | 15 luglio 2016    | 15 luglio 2016    |
| 4    | Epifania 「啓示」 - Keiji                                                                                            | 22 luglio 2016    | 22 luglio 2016    |
| 5    | La Torre del Giudizio 「断罪の塔」 - Danzai no tō                                                                    | 29 luglio 2016    | 29 luglio 2016    |
| 6    | Un banchetto notturno illuminato dai roghi 「火あぶりの夜宴」 - Hiaburi no yaen                                      | 5 agosto 2016     | 5 agosto 2016     |
| 7    | La strega nera 「黒き魔女」 - Kuroki majo                                                                            | 12 agosto 2016    | 12 agosto 2016    |
| 8    | Un nuovo incontro nel covo del Male 「魔窟の再会」 - Makutsu no saikai                                               | 19 agosto 2016    | 19 agosto 2016    |
| 9    | Il sangue dei morti 「亡者の血流」 - Mōja no ketsuryū                                                                | 26 agosto 2016    | 26 agosto 2016    |
| 10   | Gli angeli infernali 「ヘルス·エンジェルス」 - Herusu Enjerusu                                                       | 2 settembre 2016  | 2 settembre 2016  |
| 11   | L'ombra dell'Idea 「イデアの影」 - Idea no Kage                                                                      | 9 settembre 2016  | 9 settembre 2016  |
| 12   | Chi prega e chi lotta 「すがるもの、もがくもの」 - Sugarumono, Mogakumono                                            | 16 settembre 2016 | 16 settembre 2016 |
| 12.5 | (senza titolo) 「「ベルセルク」TVシリーズ第２期スタート記念特番」 - "Berserk" TV Series Dai 2 Ki Start Kinen Tokuban | 7 aprile 2017     | 7 aprile 2017     |
| 13   | Il mondo che si schiude 「ほころぶ世界」 - Hokorobu Sekai                                                            | 7 aprile 2017     | 7 aprile 2017     |
| 14   | Viaggio d'inverno 「冬の旅路」 - Fuyu no Tabiji                                                                      | 7 aprile 2017     | 7 aprile 2017     |
| 15   | Il vessillo della spada volante 「飛剣の御旗」 - Hi Ken no Mihata                                                    | 14 aprile 2017    | 14 aprile 2017    |
| 16   | La foresta dei troll 「獣鬼の森」 - Kemono Oni no Mori                                                               | 21 aprile 2017    | 21 aprile 2017    |
| 17   | Il mondo degli spiriti 「幽界−かくりよ」 - Yūkai − Kakuriyo                                                          | 28 aprile 2017    | 28 aprile 2017    |
| 18   | Battaglia contro il branco del Male 「魔群との死闘」 - Ma-gun to no Shitō                                            | 5 maggio 2017     | 5 maggio 2017     |
| 19   | Il segreto della preghiera 「祈りの奥義」 - Inori no Ōgi                                                             | 12 maggio 2017    | 12 maggio 2017    |
| 20   | La corruzione del Qliphoth 「クリフォトの汚濁」 - Kurifoto no Odaku                                                  | 19 maggio 2017    | 19 maggio 2017    |
| 21   | L'armatura del berserker 「狂戦士の甲冑」 - Bāsākā no Katchū                                                         | 26 maggio 2017    | 26 maggio 2017    |
| 21.5 | I ricordi della strega                                                                                               | 2 giugno 2017     | 2 giugno 2017     |
| 22   | Un viaggio che inizia nelle fiamme 「炎の旅立ち」 - Honō no Tabidachi                                                | 9 giugno 2017     | 9 giugno 2017     |
| 23   | I segni annunciati 「告げられし兆し」 - Tsugerareshi Kizashi                                                         | 16 giugno 2017    | 16 giugno 2017    |
| 24   | La città degli uomini 「人間の都市」 - Hito no machi                                                                 | 23 giugno 2017    | 23 giugno 2017    |

### Colonna sonora
Ash Crow - Susumu Hirasawa Soundtracks for BERSERK, è una raccolta di canzoni composte per i media dal 1999-2016 pubblicata il 14 settembre 2016 da CHAOS UNION (TESLAKITE)

### Videogiochi
- Berserk Millennium Falcon Arc: Chapter of the Flowers of Oblivion - Sword of the Berserk: Gut's Rage (1999) Sega Dreamcast.
- Berserk Millennium Falcon Arc: Chapter of the Holy Demon War (2004) PlayStation 2.
- Berserk and the Band of the Hawk (2016) conosciuto anche come Berserk Musō, per PlayStation 3, PlayStation 4, PlayStation Vita e Steam.[39]

Crossover
Seguono una serie di collaborazioni crossover a tempo limitato:
- Berserk x Black Desert (2019; 5 – 19 settembre 2024) DLC[40][41]
- Diablo Immortal x Berserk (1 – 30 maggio 2025) per dispositivi mobile[42]
- Diablo IV x Berserk (6 maggio 2025 – fine della Stagione 8)[43]

### Altro
Berserk Trading Card Game è un gioco di carte collezionabili pubblicato in cinque edizioni, dal 2003 al 2006, da Konami con la supervisione ufficiale e le illustrazioni di Kentarō Miura. Lo scopo del gioco è conquistare almeno tre delle cinque città o lasciare il nemico senza più carte nel mazzo.
Nel 2018 è stato pubblicato il romanzo Il cavaliere del drago di fuoco, scritto da Makoto Fukami, già collaboratore nell'anime 2016, illustrato da Kentarō Miura e incentrato sul cavaliere Gurnbeld.

## Accoglienza
Berserk ha avuto un'accoglienza molto positiva ed è considerato uno dei migliori manga di tutti i tempi arrivando al primo posto dei migliori manga su MyAnimeList.com
A luglio 2015, il manga ha venduto oltre 27 milioni di copie stampate in Giappone e 8 milioni all'estero. A gennaio 2016, il manga ha superato 40 milioni di copie in circolazione. Nel 2016, Berserk si è classificato 38º nella diciassettesima lista "Book of the Year" della rivista Da Vinci. I volumi di Berserk hanno superato le classifiche manga giapponesi, con il volume 40 che ha debuttato come il manga più venduto nella settimana della sua uscita.
Nel 2018, il manga ha raggiunto i 40 milioni di copie vendute a livello globale. Nel settembre dello stesso anno, è stato reso noto che Berserk è il prodotto più venduto di tutti i tempi dell'editore statunitense Dark Horse Comics con oltre 2 milioni di copie vendute.
Il capitolo del prototipo del 1988 ha vinto il 2º posto al 7º premio ComiComi's Manga-School. Berserk ha vinto l'Award for Excellence alla sesta edizione del premio culturale Osamu Tezuka nel 2002.
Nel sondaggio Manga Sōsenkyo 2021 indetto da TV Asahi, 150 000 persone hanno votato la loro top 100 delle serie manga e Berserk si è classificata al 91º posto.